# Purcellia griswoldi
Purcellia griswoldi – gatunek kosarza z podrzędu Cyphophthalmi i rodziny Pettalidae.

## Występowanie
Gatunek endemiczny dla Republiki Południowej Afryki, gdzie występuje w prowincjach: Przylądkowej Wschodniej i Przylądkowej Zachodniej.